# Tim Hardaway Jr.
Timothy Duane Hardaway Jr. (Alameda, California, 16 de marzo de 1992) es un jugador de baloncesto estadounidense que pertenece a la plantilla de los Denver Nuggets de la NBA. Con 1,96 metros de altura, juega en la posición de escolta. 
Es hijo del que fuera también jugador de la NBA, Tim Hardaway.

## Trayectoria deportiva

### Universidad
Jugó durante tres temporadas con los Wolverines de la Universidad de Míchigan, en las que promedió 14,3 puntos, 4,1 rebotes y 2,1 asistencias por partido. En su última temporada fue incluido en el mejor quinteto de la Big Ten Conference por los entrenadores y en el segundo por la prensa especializada.

#### Estadísticas
| Año     | Equipo   | PJ  | PT  | MPP  | %TC  | %3P  | %TL  | RPP | APP | ROB | TPP | PPP  |
| ------- | -------- | --- | --- | ---- | ---- | ---- | ---- | --- | --- | --- | --- | ---- |
| 2010–11 | Michigan | 35  | 35  | 30.7 | .420 | .367 | .765 | 3.8 | 1.7 | 1.0 | .1  | 13.9 |
| 2011–12 | Michigan | 34  | 34  | 34.2 | .418 | .283 | .715 | 3.8 | 2.1 | .5  | .3  | 14.6 |
| 2012–13 | Michigan | 38  | 38  | 34.8 | .437 | .374 | .694 | 4.7 | 2.4 | .7  | .4  | 14.5 |
| Total   | Total    | 107 | 107 | 33.3 | .425 | .343 | .724 | 4.1 | 2.1 | .7  | .3  | 14.3 |

### Profesional

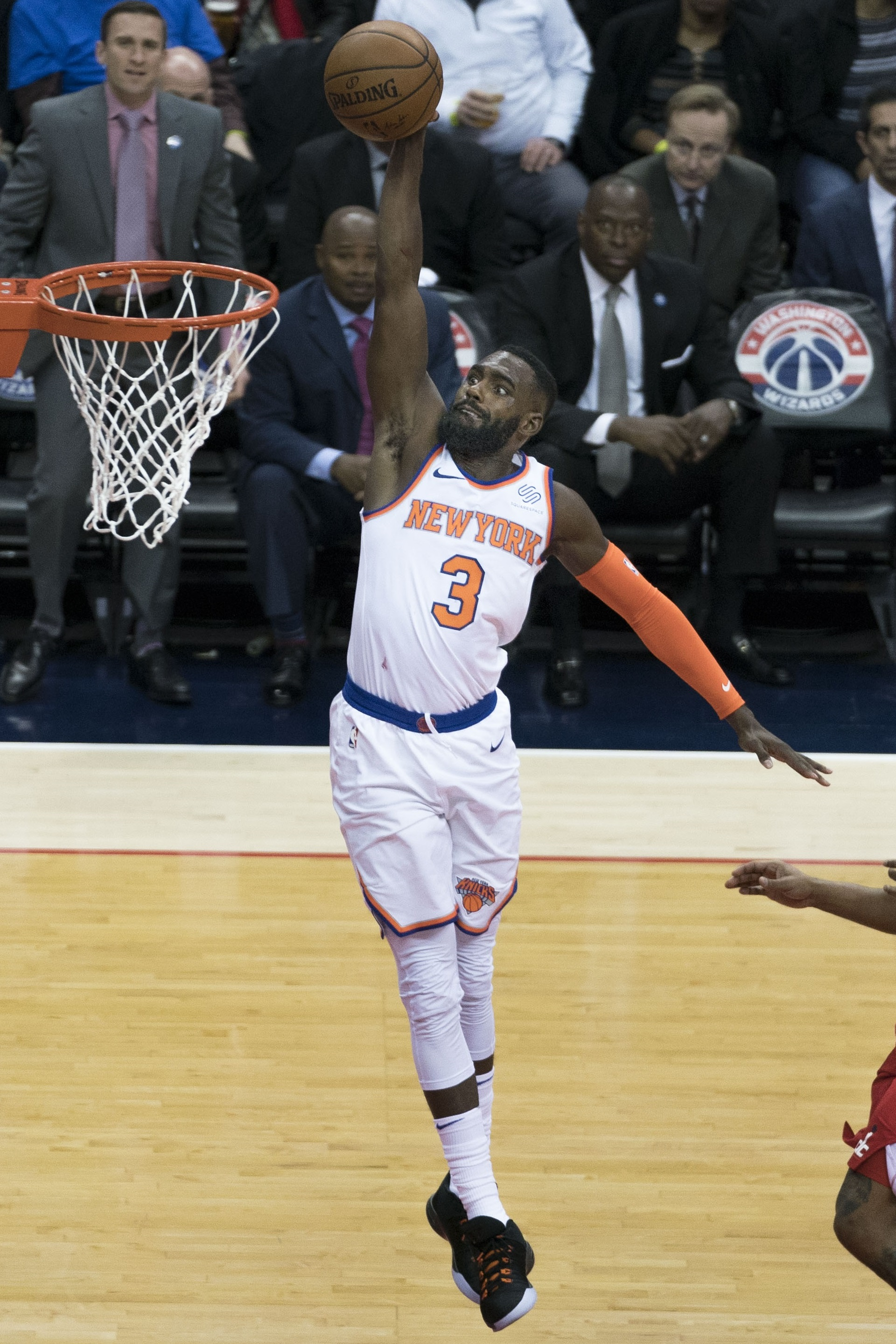
Hardaway con los Knicks en 2018.

Fue elegido en la vigesimocuarta posición del Draft de la NBA de 2013 por New York Knicks, debutando como profesional ante Milwaukee Bucks, partido en el que anotó cinco puntos.
En su primer temporada, después de promediar 10,2 puntos en 23,1 minutos por partido, fue nombrado en el Mejor quinteto de rookies de la NBA de la temporada 2013-14.
Tras dos años en Nueva York, el 25 de junio de 2015 fue traspasado a los Atlanta Hawks en un traspaso entre tres equipos.
El 7 de julio de 2017 ficha como agente libre con los New York Knicks, por cuatro temporadas y $71 millones, rechazando la propuesta de los Hawks y regreesando así a los Knicks.
El 31 de enero de 2019, se hace oficial su traspaso a Dallas Mavericks junto a Kristaps Porziņģis, Courtney Lee y Trey Burke a cambio de Dennis Smith Jr., DeAndre Jordan, Wesley Matthews y un dos futuras elecciones de primera ronda del draft.
El 2 de agosto de 2021, acuerda una extensión de contrato con los Mavs por $72 millones y 4 años. A principios de febrero de 2022, se anunció que sería operado de una fractura en un hueso del pie izquierdo, una semana después de haberse lesionado en un encuentro ante Golden State Warriors.
Durante su sexta temporada en Dallas, el 15 de enero de 2024, anota 41 puntos ante New Orleans Pelicans.
El 28 de junio de 2024 es traspasado a Detroit Pistons, junto a tres futuras segundas rondas del draft, a cambio de Quentin Grimes.
El 1 de julio de 2025 firmó por una temporada con los Denver Nuggets.

## Estadísticas de su carrera en la NBA

### Temporada regular
| Año     | Equipo   | PJ  | PT  | MPP  | %TC  | %3P  | %TL  | RPP | APP | ROB | TPP | PPP  |
| ------- | -------- | --- | --- | ---- | ---- | ---- | ---- | --- | --- | --- | --- | ---- |
| 2013-14 | New York | 81  | 1   | 23.1 | .428 | .363 | .828 | 1.5 | .8  | .5  | .1  | 10.2 |
| 2014-15 | New York | 70  | 30  | 24.0 | .389 | .342 | .801 | 2.2 | 1.8 | .3  | .2  | 11.5 |
| 2015-16 | Atlanta  | 51  | 1   | 16.9 | .430 | .338 | .893 | 1.7 | 1.0 | .4  | .1  | 6.4  |
| 2016-17 | Atlanta  | 79  | 30  | 27.3 | .455 | .357 | .766 | 2.8 | 2.3 | .7  | .2  | 14.5 |
| 2017-18 | New York | 57  | 54  | 33.1 | .421 | .317 | .816 | 3.9 | 2.7 | 1.1 | .2  | 17.5 |
| 2018-19 | New York | 46  | 46  | 32.6 | .388 | .347 | .854 | 3.5 | 2.7 | .9  | .1  | 19.1 |
| 2018-19 | Dallas   | 19  | 17  | 29.4 | .404 | .321 | .767 | 3.2 | 1.9 | .6  | .1  | 15.5 |
| 2019-20 | Dallas   | 71  | 58  | 29.5 | .434 | .398 | .819 | 3.3 | 1.9 | .6  | .1  | 15.8 |
| 2020-21 | Dallas   | 70  | 31  | 28.4 | .447 | .391 | .816 | 3.3 | 1.8 | .4  | .2  | 16.6 |
| 2021-22 | Dallas   | 42  | 20  | 29.6 | .394 | .336 | .757 | 3.7 | 2.2 | .9  | .1  | 14.2 |
| 2022-23 | Dallas   | 71  | 45  | 30.3 | .401 | .385 | .770 | 3.5 | 1.8 | .7  | .2  | 14.4 |
| 2023-24 | Dallas   | 79  | 12  | 26.8 | .402 | .353 | .852 | 3.2 | 1.8 | .5  | .1  | 14.4 |
| 2024-25 | Detroit  | 77  | 77  | 28.0 | .406 | .368 | .855 | 2.4 | 1.6 | .5  | .1  | 11.0 |
| Total   | Total    | 813 | 422 | 27.4 | .417 | .361 | .815 | 2.9 | 1.8 | .6  | .1  | 13.7 |

### Playoffs
| Año   | Equipo  | PJ | PT | MPP  | %TC  | %3P  | %TL  | RPP | APP | ROB | TPP | PPP  |
| ----- | ------- | -- | -- | ---- | ---- | ---- | ---- | --- | --- | --- | --- | ---- |
| 2016  | Atlanta | 9  | 0  | 9.7  | .269 | .143 | .667 | 1.0 | .8  | .0  | .1  | 2.2  |
| 2017  | Atlanta | 6  | 6  | 33.3 | .329 | .262 | .632 | 2.7 | 1.2 | .5  | .0  | 12.8 |
| 2020  | Dallas  | 6  | 6  | 34.0 | .421 | .352 | .727 | 3.5 | 1.8 | .3  | .0  | 17.8 |
| 2021  | Dallas  | 7  | 7  | 37.4 | .416 | .404 | .750 | 3.3 | 1.4 | .4  | .0  | 17.0 |
| 2024  | Dallas  | 14 | 0  | 12.7 | .379 | .351 | .500 | 1.8 | .4  | .4  | .1  | 4.4  |
| 2025  | Detroit | 6  | 6  | 31.3 | .338 | .308 | .800 | 2.8 | 1.2 | .3  | .0  | 12.0 |
| Total | Total   | 48 | 25 | 23.3 | .374 | .328 | .686 | 2.3 | 1.0 | .3  | .0  | 9.5  |